# Saccade

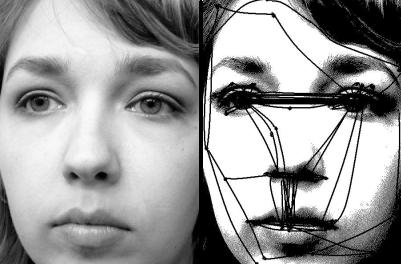
Percorso seguito dalle saccadi durante il riconoscimento di un volto.

La saccade è un movimento dell'occhio del tipo più frequente. Consiste in rapidi movimenti degli occhi eseguiti per portare la zona di interesse a coincidere con la fovea. Vengono eseguite in media 3-4 saccadi al secondo. In media, durante la veglia, ne vengono quindi eseguite circa 150.000 in un giorno. Sono un movimento di tipo coniugato, ossia viene effettuato da entrambi gli occhi in modo sincrono.

## Caratteristiche
In genere la loro ampiezza massima è di circa 20°. Oltre tale angolazione di solito entra in gioco la rotazione della testa. La loro massima velocità angolare può raggiungere i 900°/s. La latenza di una saccade è, in media, di circa 225 ms. Questo vuol dire che tra la comparsa del bersaglio e l'inizio della saccade passano circa 225 ms.
La main sequence è una relazione che lega tra loro durata e ampiezza della saccade. In generale la velocità della saccade tende comunque a variare per consentire una durata relativamente costante (questo è vero soprattutto per saccadi di ampiezza relativamente ridotta).
Le saccadi hanno traiettorie rettilinee per i movimenti orizzontali, mentre hanno traiettorie curve per quelli verticali e obliqui.

## Fisiologia

### Controllo motorio
Gli occhi sono tenuti nell'orbita da 3 paia di muscoli, detti extraoculari: 
1. Retto mediale e laterale
2. Retto superiore e inferiore
3. Obliquo superiore e inferiore

- I movimenti laterali coinvolgono principalmente il retto mediale e laterale, e parzialmente gli obliqui.
- I movimenti verticali coinvolgono principalmente il retto superiore ed inferiore.
- I movimenti di adduzione e abduzione coinvolgono i retti mediali e laterali.
- Gli altri movimenti composti chiamano in causa in varia misura diversi muscoli a seconda della loro componente principale.

### Il sistema di generazione
Nel cervello possono essere individuate 3 aree principali la cui attività è associata all'esecuzione delle saccadi.
- Campi oculari frontali (FEF)
- Collicolo superiore (SC)
- Nuclei oculomotori del tronco encefalico (BSG)
- A livello dei nuclei del tronco encefalico sono presenti due principali classi di neuroni fondamentali per il movimento saccadico:

1. Cellule pause o omnipause
2. Cellule burst

- Le cellule "pause" sono attive quando gli occhi sono fermi, quindi durante la fissazione (sistema WHEN).
- Le cellule "burst" sono attive prima e durante la saccade (sistema WHERE)

In entrambi i casi il fatto che la modifica dell'attività neurale preceda la saccade, suggerisce che questa attività ha un ruolo causale e non è solo correlata all'esecuzione saccadica.

#### Il Collicolo superiore
Il collicolo superiore  (SC) è una delle aree più importanti per la generazione delle saccadi. SC è la struttura filogeneticamente antica, collocata a livello del tetto del mesencefalo, e che svolge un ruolo cruciale nella esecuzione delle saccadi, soprattutto per quelle di tipo riflesso. L'output del SC è il segnale di ingresso principale al sistema di controllo per la generazione delle saccadi a livello del tronco dell'encefalo.

## Programmazione delle saccadi
La programmazione saccadica è un processo di tipo gerarchico:
1. Nel primo stadio viene deciso "quando" e in che "direzione" si devono muovere gli occhi.
2. Successivamente viene computata l'ampiezza del movimento.

- Tale parametro si basa sulle caratteristiche del target. Il programma può essere modificato se cambiano le caratteristiche del target, ma solo entro una certa finestra critica dall'inizio della saccade (Becker & Jurgens, 1979). Superata tale finestra critica, la saccade sarà eseguita anche se vengono cambiate le caratteristiche del target. Le saccadi, una volta iniziate non possono essere interrotte o modificate. La finestra critica affinché uno stimolo possa modificare la programmazione di una saccade è di circa 70ms prima dell'onset della saccade.

## Funzioni

### Relazioni con l'attenzione
Saccadi e attenzione potrebbero avere una relazione di tipo associativo ma non causale. In altri termini, potrebbe accadere che attenzione e movimenti oculari tendano ad essere diretti nella stessa posizione, ma che i due sistemi non siano necessariamente legati tra loro.
I dati in letteratura sono a favore di una relazione causale tra attenzione e saccadi. Non sarebbe quindi possibile dirigere l'attenzione da un lato e le saccadi in un punto diverso.
Comunque, ci sono state parecchie discussioni al riguardo: Klein (1980) hanno fornito evidenze a favore di una possibile dissociazione tra attenzione e movimenti oculari. Una delle evidenze più convincenti del collegamento tra attenzione e saccadi è fornito invece dal lavoro di Hoffman & Subramaniam (1995).